# Ball Arena
Ball Arena (dawniej Pepsi Center) – hala sportowa znajdująca się w Denver w Stanach Zjednoczonych.

## Użytkownicy
- od 1999: Colorado Avalanche (NHL)
- od 1999: Denver Nuggets (NBA)
- od 2002: Colorado Mammoth (NLL)
- od 2002: Colorado Crush (AFL)

## Wydarzenia
- 1999: koncert Céline Dion
- 2001: koncert Britney Spears
- 2001: NHL All-Star Game
- 2005: NBA All-Star Game
- 11 listopada 2008: koncert Madonny w ramach The Sticky & Sweet Tour
- 19 października 2018: koncert Christiny Aguilery w ramach The Liberation Tour

## Informacje
- adres: 1000, Chopper Circle Denver, Colorado 80204
- rozpoczęcie prac budowlanych: 1997
- otwarcie: 1999
- koszt budowy: 160 mln USD
- architekt: HOK Sport
- pojemność:
  - hokej: 18 007 miejsc
  - koszykówka 19 099 miejsc
  - football: 17 210 miejsc